# Adulterio all'italiana
Adulterio all'italiana è un film del 1966 diretto da Pasquale Festa Campanile.

## Trama
L'ingegnere Franco Finali viene scoperto dalla moglie Marta in flagrante adulterio con Gloria, la migliore amica di lei. Marta gli promette che resterà con lui a patto che possa rendergli la pariglia comportandosi allo stesso modo.
Pur di scongiurare una più grave crisi matrimoniale, Franco decide di accettare l'insolito compromesso, ma si rivela subito del tutto incapace di restare in attesa e, pazzo di gelosia, decide di agire, trascinando con sé Roberto, il suo migliore amico e collega, che in realtà è da sempre innamorato di Marta. Quest'ultima finge di intrattenere una storia d'amore e dissemina la casa di "indizi compromettenti" col dichiarato scopo di far ammattire il consorte che, dopo aver reiteratamente fatto la figura dell'investigatore imbranato, ingaggia un incapace adultero. Franco si sente carico di sensi di colpa per un omicidio, che in realtà non compie, rischia un'operazione per una ulcera e viene sottoposto a una lavanda gastrica per un finto avvelenamento. 
Dopo varie vicissitudini, Franco, punito e pentito, ottiene il perdono della fedele Marta.

## Produzione

### Riprese
Sia la villa di Franco e Marta sia l'ufficio di Franco si trovano nel quartiere romano dell'Eur.

## Accoglienza

### Critica
Claudio G. Fava nel Corriere Mercantile del 7 aprile 1966 "Festa Campanile, ha cercato qui di districarsi dalla strada senza uscita in cui si era andato gettando da qualche anno, ed ha trovato maggior rispondenza nella Spaak che in Manfredi, nonostante l'attore romano sia un attore comico di un certo maggior talento e di più saporosa apprezzabile vena. Ma pur sempre confinato all'interno di una tipologia romanesca e piccolo borghese, mentre la Spaak, con la sua aguzza indifferenza e la sua disponibile scioltezza di atteggiamenti e di espressioni, non più francese e non ancora italiana, meglio si presta alla genericità senza frontiere del copione e della stesura. La sontuosità professionale della buccia figurativa del racconto è fuori di discussione. Sotto la buccia c'è pochino, seppure qua e là si trovi qualche unghiatina meno esigua.."
«Pochade tutta impostata sui doppi sensi.» *½ 